# جغرافیای بلژیک
بلژیک (به فرانسوی: Belgique) با نام رسمی (Belxiye) پادشاهی بلژیک (به هلندی: Koninkrijk België)، (به فرانسوی: Royaume de Belgique) (به آلمانی: Königreich Belgien) کشوری در غرب اروپا و یکی از اعضای اتحادیه اروپا است. پایتخت آن بروکسل است.
بلژیک در شمال با هلند، در شرق با آلمان، در جنوب شرقی با لوکزامبورگ، در جنوب با فرانسه و از شمال غربی با دریای شمال مجاور است.

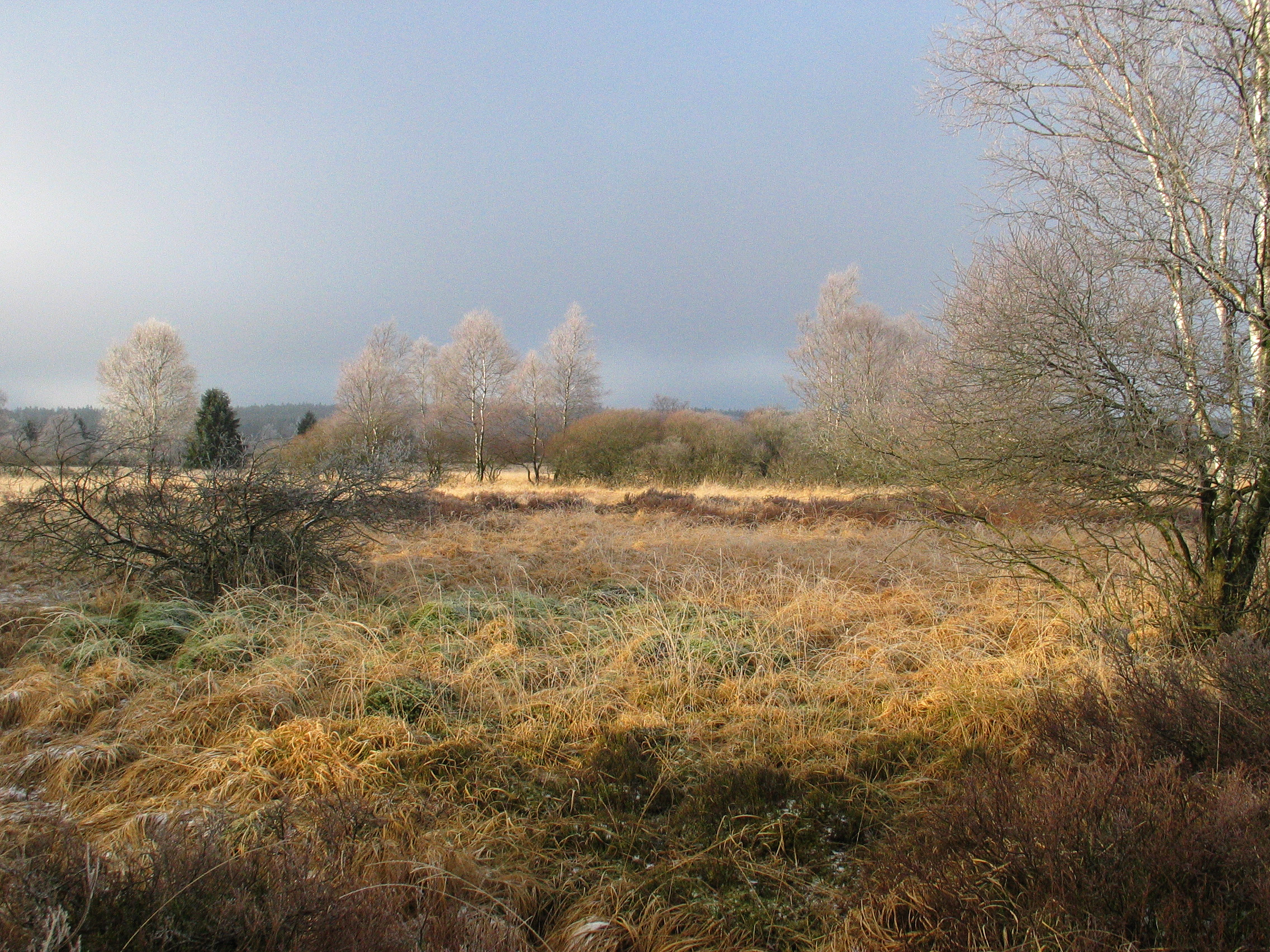
چشم‌اندازی از منطقه آردنس Hautes Fagnes

بلژیک با ۳۰۵۲۸ کیلومتر مربع (۱۱۷۸۷ مایل مربع) کمابیش اندازهٔ ارمنستان است. طبق معاهده ورسای، ناحیه اوپن – مالمدی به بلژیک و «پزناتی» به لهستان داده شده که از طریق کریدور لهستان به دریا راه می‌یافت. بلژیک سه منطقه جغرافیایی مهم دارد: دشت ساحلی در شمال غربی، فلات مرکزی و کوه‌های آردن در جنوب شرقی. دشت ساحلی عمدتاً شامل تپه‌های شنی و پُلدرها (زمین‌های خشک‌شده از دریا) می‌شوند. اراضی پست کنار دریا نواحی ای از زمین، نزدیک یا زیر سطح دریا هستند که از دریا به جا مانده یا اراضی داخلی بیشتری که از کانال‌ها زهکشی شده و توسط خاکریزها محافظت شده‌اند. منطقه جغرافیایی دوم، زمین‌هایی است که در نواحی دورتر قرار دارد. این یک منطقه روان، و پیش رونده‌است که دره‌های حاصلخیز را در برمی‌گیرد و توسط زهکشی‌های متعددی آبیاری می‌شود. در اینجا همچنین می‌توان زمین‌های سخت تری را یافت که شامل غارها و تنگه‌های کوچک می‌شود.
سومین منطقه جغرافیایی، که آردن نامیده می‌شود، ناهموارتر از دو مورد اولی‌است. انبوه جلگه‌های جنگلی، که بسیار صخره‌ای‌است و برای کشاورزی چندان مناسب نمی‌باشد، و تا فرانسه شمالی وسعت یافته‌اند. در اینجا، می‌توان بسیاری از نمونه‌های حیات وحش بلژیک را یافت. مرتفع‌ترین نقطه بلژیک، signsl de Boglange دراین منطقه در ۶۹۴ متری (۲٫۲۷۷ فوت) واقع شده‌است.
آب و هوای در بلژیک، معتدل دریایی‌است، همراه با میزان بارندگی زیاد در تمام فصول (طبقه‌بندی آب و هوایی کپن). میانگین دمای هوا برابر با ۳درجه سلسیوس در ژانویه، و ۱۸ درجه سلسیوس در ژوئیه و میانگین میزان بارندگی ۶۵ میلیمتر در ژانویه و ۷۸ میلیمتر در ژوئیه می‌باشد.
به دلیل تراکم بالای جمعیت و مکان در مرکز اروپای غربی، بلژیک با مشکلات محیطی مهمی روبه‌روست. در گزارش سال ۲۰۰۳
گفته می‌شود آب رودخانه‌های بلژیک جزء کم کیفیت‌ترین آب‌های اروپاست و در پایین‌ترین رده فهرست ۱۲۲ کشوریست که مورد مطالعه قرار گرفته‌اند.